# TDRP
TDRP (англ. Testis development related protein) – білок, який кодується однойменним геном, розташованим у людей на 8-й хромосомі. Довжина поліпептидного ланцюга білка становить 185 амінокислот, а молекулярна маса — 20 403.
| 10         |  | 20         |  | 30         |  | 40         |  | 50         |
| ---------- |  | ---------- |  | ---------- |  | ---------- |  | ---------- |
| MWKLGRGRVL |  | LDEPPEEEDG |  | LRGGPPPAAA |  | AAAQAQVQGA |  | SFRGWKEVTS |
| LFNKDDEQHL |  | LERCKSPKSK |  | GTNLRLKEEL |  | KAEKKSGFWD |  | NLVLKQNIQS |
| KKPDEIEGWE |  | PPKLALEDIS |  | ADPEDTVGGH |  | PSWSGWEDDA |  | KGSTKYTSLA |
| SSANSSRWSL |  | RAAGRLVSIR |  | RQSKGHLTDS |  | PEEAE      |  |            |

A: Аланін

C: Цистеїн

D: Аспарагінова кислота

E: Глутамінова кислота

F: Фенілаланін

G: Гліцин

H: Гістидин

I: Ізолейцин

K: Лізин

L: Лейцин

M: Метіонін

N: Аспарагін

P: Пролін

Q: Глутамін

R: Аргінін

S: Серин

T: Треонін

V: Валін

W: Триптофан

Задіяний у такому біологічному процесі, як альтернативний сплайсинг. 
Локалізований у цитоплазмі, ядрі.